# Bruce Shelley
Bruce Cambell Shelley es un diseñador de juegos de computadora, quien ayudó a diseñar Sid Meier's Civilitation y Railroad Tycoon con MicroProse y el mejor Juego de estrategia en tiempo real en 1997, Age of Empires con Ensemble Studios. Actualmente sirve de consejero para Ensemble y recientemente bajó de nivel en cuanto a Director de Academy of Interactive Arts & Sciences (AIAS).

## Biografía
Bruce Shelley nació en Míchigan, EUA y creció en Baltimore. Asistió a la Universidad Syracuse y la Universidad Estatal de Nueva York al Colegio forestal, obtuvo una licenciatura en la biología forestal. Bruce continuó su educación en la Universidad de Virginia. Tenía una fortaleza por los juegos de estrategia en su escuela, jugando Risk y Stratego.
La primera vez que el pensó en hacer su primer juego para vivir en los 70s, pero tenía dificultad para buscar trabajo. En 1980, él y varios amigos de la Universidad de Virginia crearon una compañía de Juego de rol llamada Iron Crown Enterprises y adquirieron la licencia para hacer juegos basados en The Lord of the Rings. Ese fue su primer trabajo en la industria de los juegos. Strategy & Tactics Magazine convirtió su primera publicación antes de los 80s imprimiendo su juego, ayudó a diseñar que fuera basado en la guerra civil estadounidense. Trabajó para Strategic Publication Inc (SPI) brevemente en 1981.
Shelley también trabajó para Avalon Hill diseñando juegos de guerra y Juegos de mesa. Contribuyó a 1830, Titan y otros. Después diseñó un juego de mesa, enseñando el valor del prototipo y "Diseñando por jugar". Bruce salió de los juegos de computadoras después nació impreso por Sid Meier's Pirates!, creado por desarrolladores locales de MicroProse.
En MicroProse, él fue diseñador asistente de Sid Meier para Railroad Tycoon (1990), Covert Action (1990) y Civilization (1991). Meier le enseñaba a Shelley a pensar acerca del diseño de juegos más científicamente, que hubiera más ideas fundamentales que puedan atraer encima del juego para el juego y también confirmó sus increíbles prototipos y diseñando para jugar. Shelley salió de MicroProse después de cinco años con la compañía y se convirtió en escritor independiente, teniendo cinco guías de estrategia publicadas.